# Коимбра (округ)
Округ Коимбра (порт. Distrito de Coimbra) — округ в западной Португалии. Округ состоит из 17 муниципалитетов. Входит в Центральный регион. Распределён между двумя статистическими субрегионами: Байшу-Мондегу, Пиньял-Интериор-Норте. В состав округа входит также городская агломерация Большая Коимбра. Ранее входил в состав провинции Бейра-Байша и Бейра-Литорал Территория — 3974 км². Население — 430 104 человека (2011). Плотность населения — 108,23 чел./км². Административный центр — город Коимбра.

## География
Регион граничит:
- на севере — округа Авейру и Визеу
- на востоке — округа Гуарда и Каштелу-Бранку
- на юге — округ Лейрия
- на западе — Атлантический океан

## Муниципалитеты
Округ включает в себя 17 муниципалитетов:
1. Табуа
2. Пампильоза-да-Серра
3. Монтемор-у-Велью
4. Пенакова
5. Мира
6. Оливейра-ду-Ошпитал
7. Миранда-ду-Корву
8. Коимбра
9. Кондейша-а-Нова
10. Гойш
11. Соре
12. Кантаньеде
13. Лозан
14. Вила-Нова-де-Пойареш
15. Пенела
16. Арганил
17. Фигейра-да-Фош